# Matton-et-Clémency
Pour les articles homonymes, voir Matton et Clémency.
Matton-et-Clémency est une commune française du département des Ardennes dans la région Grand Est.

## Géographie
La commune est composée de Matton, bourg s'étalant au fond d'une petite vallée drainée par un ruisseau à truites le ruisseau Matton et du hameau de Clémency. Le territoire communal est de 1829 hectares dont une bonne partie de forêt séparant le village de la frontière belge.

### Communes limitrophes
| Florenville Belgique | Florenville Belgique | Florenville Belgique   |
| Pure                 | Matton-et-Clémency   | Tremblois-lès-Carignan |
| Osnes                | Carignan             | Les Deux-Villes        |

### Hydrographie
La commune est dans le bassin versant de la Meuse au sein du bassin Rhin-Meuse. Elle est drainée par le ruisseau de Matton, le ruisseau du Banel et le ruisseau de l'Aunois,.

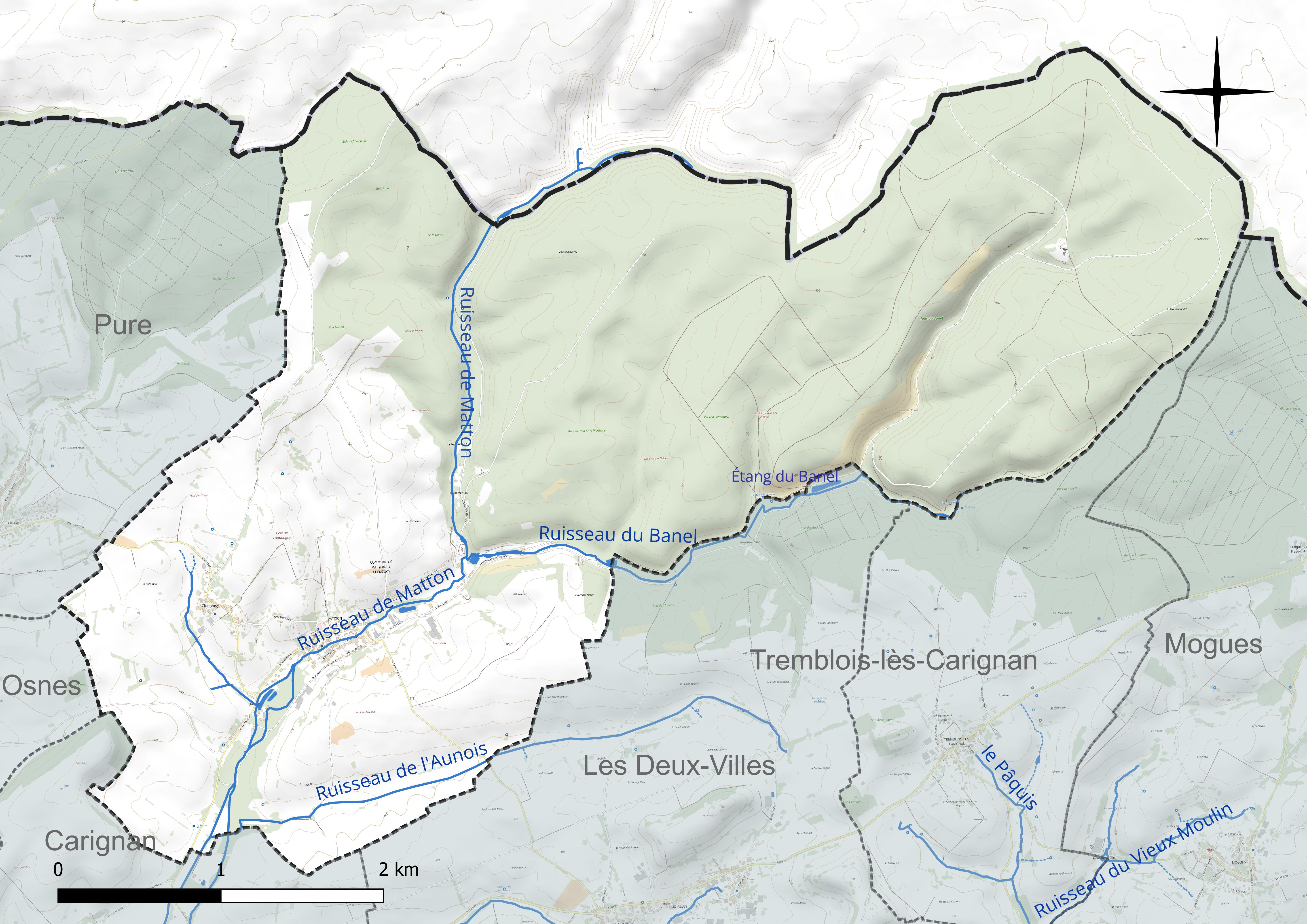
Réseau hydrographique de Matton-et-Clémency.

### Climat
Pour des articles plus généraux, voir Climat du Grand Est et Climat des Ardennes.
En 2010, le climat de la commune est de type climat de montagne, selon une étude du Centre national de la recherche scientifique s'appuyant sur une série de données couvrant la période 1971-2000. En 2020, Météo-France publie une typologie des climats de la France métropolitaine dans laquelle la commune est dans une zone de transition entre le climat océanique altéré et le climat océanique altéré et est dans la région climatique Lorraine, plateau de Langres, Morvan, caractérisée par un hiver rude (1,5 °C), des vents modérés et des brouillards fréquents en automne et hiver.
Pour la période 1971-2000, la température annuelle moyenne est de 9,5 °C, avec une amplitude thermique annuelle de 15,5 °C. Le cumul annuel moyen de précipitations est de 942 mm, avec 13,4 jours de précipitations en janvier et 9,6 jours en juillet. Pour la période 1991-2020, la température moyenne annuelle observée sur la station météorologique de Météo-France la plus proche, « Linay », sur la commune de Linay à 6 km à vol d'oiseau, est de 10,4 °C et le cumul annuel moyen de précipitations est de 969,0 mm. 
La température maximale relevée sur cette station est de 42 °C, atteinte le 25 juillet 2019 ; la température minimale est de −24 °C, atteinte le 9 janvier 1985,,.
Les paramètres climatiques de la commune ont été estimés pour le milieu du siècle (2041-2070) selon différents scénarios d'émission de gaz à effet de serre à partir des nouvelles projections climatiques de référence DRIAS-2020. Ils sont consultables sur un site dédié publié par Météo-France en novembre 2022.

## Urbanisme

### Typologie
Au 1er janvier 2024, Matton-et-Clémency est catégorisée commune rurale à habitat dispersé, selon la nouvelle grille communale de densité à 7 niveaux définie par l'Insee en 2022.
Elle est située hors unité urbaine. Par ailleurs la commune fait partie de l'aire d'attraction de Carignan, dont elle est une commune de la couronne,. Cette aire, qui regroupe 12 communes, est catégorisée dans les aires de moins de 50 000 habitants,.

### Occupation des sols
L'occupation des sols de la commune, telle qu'elle ressort de la base de données européenne d’occupation biophysique des sols Corine Land Cover (CLC), est marquée par l'importance des forêts et milieux semi-naturels (62,5 % en 2018), une proportion identique à celle de 1990 (62,5 %). La répartition détaillée en 2018 est la suivante : 
forêts (59,8 %), prairies (27,6 %), terres arables (6,6 %), zones urbanisées (3,3 %), milieux à végétation arbustive et/ou herbacée (2,8 %). L'évolution de l’occupation des sols de la commune et de ses infrastructures peut être observée sur les différentes représentations cartographiques du territoire : la carte de Cassini (XVIIIe siècle), la carte d'état-major (1820-1866) et les cartes ou photos aériennes de l'IGN pour la période actuelle (1950 à aujourd'hui).

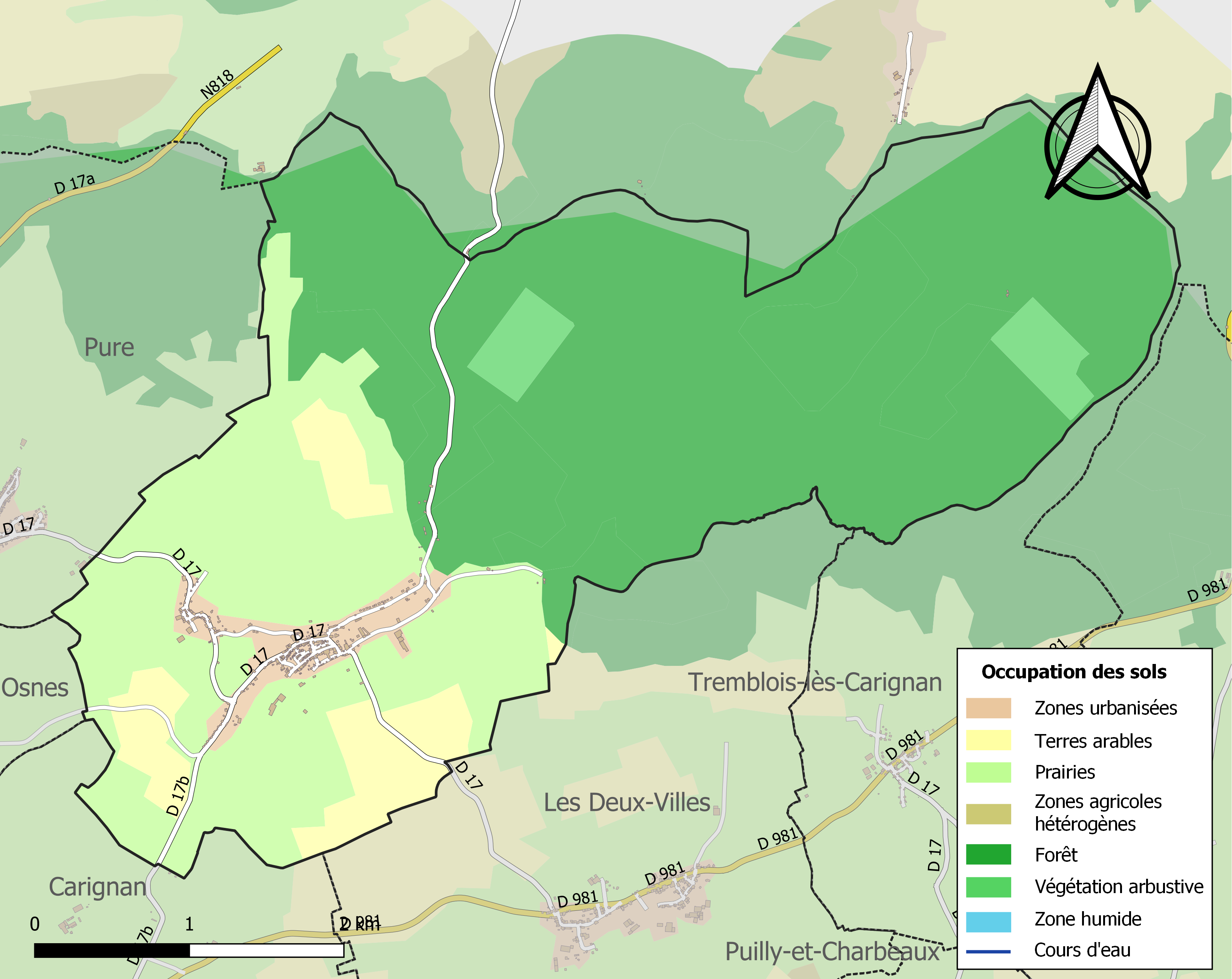
Carte des infrastructures et de l'occupation des sols de la commune en 2018 (CLC).

## Histoire
Bien qu'existant vraisemblablement à l'époque gallo-romaine, la première citation du nom de Matton date de 946. La voie romaine reliant Trèves (Allemagne) à Reims passait à quelques kilomètres à l'est de Matton.
Jusqu'à la guerre de Trente Ans, le village faisait partie du duché de Luxembourg et, comme Carignan, fut entièrement rasé et sa population massacrée ou dispersée pendant cette période particulièrement troublée.
Au cours de la Révolution française, la commune porta provisoirement le nom de Mattonville.
C'est grâce à la force hydraulique de son ruisseau au débit très régulier que Matton devint un centre industriel important dès la fin du XVIIIe siècle : moulins, scierie, forge, brosserie, industrie métallurgique, filature… La population dépassait 1 200 habitants à la veille de la Première Guerre mondiale, justifiant la construction d'une nouvelle église très impressionnante de style roman en 1870.
En août 1914, prétextant un comportement hostile de la population, les Prussiens fusillèrent des civils et incendièrent une grande partie du village.
Avec la Seconde Guerre mondiale, Matton perdait une grande partie de son activité industrielle.
Il reste un village agricole et résidentiel cherchant à attirer les touristes belges et néerlandais. Vers le milieu des années 1990, un arboretum fut réalisé sur un ancien terrain vague, grâce à une habitante, madame Debrand, coin de nature manucuré en bordure de la sombre forêt ardennaise. Il s'étend sur un hectare. Une pergola permet un libre accès aux visiteurs vers les plantations (150 essences différentes), une roue d'une tonne alimente un étang, un kiosque complétant cet équipement.

## Politique et administration
| Période   | Période  | Identité         | Étiquette | Qualité                       |
| --------- | -------- | ---------------- | --------- | ----------------------------- |
| mars 2008 | mai 2020 | Hubert Habay     |           | Agriculteur                   |
| mars 2008 | En cours | Sophie Chevalier |           | Cadre de la fonction publique |

## Démographie
L'évolution du nombre d'habitants est connue à travers les recensements de la population effectués dans la commune depuis 1793. Pour les communes de moins de 10 000 habitants, une enquête de recensement portant sur toute la population est réalisée tous les cinq ans, les populations de référence des années intermédiaires étant quant à elles estimées par interpolation ou extrapolation. Pour la commune, le premier recensement exhaustif entrant dans le cadre du nouveau dispositif a été réalisé en 2007.

En 2022, la commune comptait 439 habitants, en évolution de −4,57 % par rapport à 2016 (Ardennes : −2,97 %, France hors Mayotte : +2,11 %).
| 1793 | 1800 | 1806 | 1821 | 1831 | 1836 | 1841  | 1846  | 1851  |
| ---- | ---- | ---- | ---- | ---- | ---- | ----- | ----- | ----- |
| 721  | 704  | 744  | 834  | 859  | 977  | 1 081 | 1 148 | 1 185 |

| 1866  | 1872  | 1876  | 1881  | 1886  | 1891  | 1896  | 1901  | 1906  |
| ----- | ----- | ----- | ----- | ----- | ----- | ----- | ----- | ----- |
| 1 212 | 1 230 | 1 240 | 1 223 | 1 234 | 1 220 | 1 259 | 1 239 | 1 193 |

| 1911  | 1921 | 1926 | 1931 | 1936 | 1946 | 1954 | 1962 | 1968 |
| ----- | ---- | ---- | ---- | ---- | ---- | ---- | ---- | ---- |
| 1 085 | 773  | 754  | 727  | 720  | 688  | 688  | 650  | 600  |

| 1975 | 1982 | 1990 | 1999 | 2006 | 2007 | 2012 | 2017 | 2022 |
| ---- | ---- | ---- | ---- | ---- | ---- | ---- | ---- | ---- |
| 603  | 532  | 480  | 454  | 462  | 463  | 448  | 469  | 439  |

## Culture locale et patrimoine

### Lieux et monuments
- Église Saint-Pierre de Matton, construite en 1849.
- Église Saint-Remi de Clémency.

### Héraldique
| Armes de Matton-et-Clémency | Les armes de Matton-et-Clémency se blasonnent ainsi : Parti : au 1er d’or à la bande de gueules chargée d’une roue de moulin d’argent posée à plomb, au 2e de gueules à la barre d’or chargée d’une étoile de huit rais de sable posée à plomb, le tout sommé d’un chef de sinople chargé d’une enclume d’or. |